# Viola ircutiana
Viola ircutiana là một loài thực vật có hoa trong họ Hoa tím. Loài này được Turcz. miêu tả khoa học đầu tiên.